# Тарасов, Александр Николаевич
Алекса́ндр Никола́евич Тара́сов (р. 8 марта 1958, Москва) — советский и российский социолог, политолог и культуролог левого толка, публицист, писатель, философ. 

## Ранняя политическая деятельность
В декабре 1972 — январе 1973 годов совместно с Василием Минорским создал подпольную леворадикальную группу под названием «Партия новых коммунистов» (ПНК) и летом 1973 года стал её неформальным лидером. После слияния ПНК с другой подпольной леворадикальной группой «Левая школа» в 1974 году объединённая организация приняла название «Неокоммунистическая партия Советского Союза» (НКПСС), а Тарасов стал одним из её руководителей. Был теоретиком партии, программный документ НКПСС «Принципы неокоммунизма» (1974) написан Тарасовым.
В 1975 году арестован КГБ, после предварительного заключения и годичного пребывания в спецпсихбольнице освобождён, поскольку дело НКПСС не было доведено до суда. В спецпсихбольнице подвергался жестокому обращению и де-факто пыткам (избиения, ЭСТ, инсулиновые комы, инъекции больших доз нейролептиков), в результате чего вышел на свободу с тяжёлыми соматическими заболеваниями (гипертоническая болезнь, анкилозирующий спондилоартрит, болезни печени и поджелудочной железы), по сути инвалидом. После освобождения участвовал в восстановлении НКПСС, являлся одним из руководителей организации до её самороспуска в январе 1985 года. В 1988 году обследован двумя государственными психиатрическими комиссиями и признан полностью психически здоровым.

## Профессиональная деятельность
Сменил множество профессий: был чертёжником, лаборантом в проектном институте (ЦНИИПСК), сторожем на Ваганьковском кладбище, машинистом, слесарем по ремонту котельного оборудования, библиотекарем, редактором, фельдшером, оператором газовой котельной, бухгалтером на Центральной базе Московского мясокомбината, осветителем в театре «Эрмитаж», научным сотрудником Центра анализа науки при РАН, преподавателем вуза, консультантом Министерства науки Российской Федерации, политобозревателем в газете, экспертом Информационно-исследовательского центра «Панорама» и Московского бюро по правам человека и т. д. Получил высшее экономическое (ВЗФЭИ) и историческое (МГПИ, затем МГУ) образование, но в условиях начавшейся перестройки быстро профессионализировался как социолог и политолог.
В 1988 году основал Независимый Архив (с 1990 года — «Независимый Архив — Независимая социологическая служба»), с 1991 года — сотрудник Центра новой социологии и изучения практической политики «Феникс» (ЦНСиИПП «Феникс»), с 2004 года — содиректор ЦНСиИПП «Феникс», с февраля 2009 года — директор того же центра.
С 1984 года выступает (под псевдонимом) в зарубежной прессе и самиздате. С 1988 года печатается в независимой прессе (под псевдонимами), с 1990 года — в независимой и официальной (под собственным именем). Автор более 1100 публикаций по социологии (преимущественно проблемы молодёжи и образования, конфликтология), политологии (текущий политический процесс, политический радикализм в России и за рубежом, массовые общественные движения), истории (история и теория революционных движений и партизанских войн), культурологии (проблемы «массовой культуры», межкультурные и межцивилизационные противоречия), экономики (компаративистские исследования). Выступает также как литературный и кинокритик (текущий литературный и кинопроцесс, «массовая культура» и политика, история и теория кинематографа 60-х — 70-х годов). Первым изучил и описал молодёжную субкультуру наци-скинхедов в России.
Автор первого в России (ноябрь 2009 — январь 2010) серьёзного исследования, посвящённого влиянию ультраправых идей и организаций на субкультуру футбольных фанатов.
Работы А. Н. Тарасова опубликованы, помимо России, в США, Канаде, Великобритании, Франции, ФРГ, Нидерландах, Швейцарии, Швеции, Норвегии, Италии, Испании, Греции, Финляндии, Венгрии, Чехии, Сербии, Индии, Японии, Южной Корее, Таиланде, Сингапуре, Аргентине, Панаме, ЮАР, Марокко, Новой Зеландии, Эстонии, Латвии, Литве, Белоруссии, Казахстане, Молдавии, Грузии, Азербайджане, на Кубе, на Реюньоне и на Украине, а также в непризнанных ПМР и ДНР.
С 2014 года биографическая справка на А. Н. Тарасова помещается в ежегодных изданиях Marquis Who’s Who in the World.

## Общественная деятельность
В первой половине 1993 года был одним из трёх редакторов ежемесячного журнала «Дом Союзов», выходившего на базе газеты Московской федерации профсоюзов (МФП) «Солидарность». Журнал выходил тиражом 30 тысяч экземпляров. В обращении к читателям в № 1 журнала Тарасов сообщал, что «Дом Союзов» ставит перед собой задачу «обновления социалистической мысли» и «создания теории, адекватной современным условиям». Вышло пять номеров журнала, после чего он был закрыт главным редактором «Солидарности» Андреем Исаевым за несоответствие политической линии МФП, то есть за «излишний» радикализм.
Во второй половине 1993 года — член редколлегии газеты «Рабочее действие», в 1993—1994 годах — член редколлегии контркультурного журнала «Вуглускр». В середине 1990-х годов — политический советник радикального студенческого профсоюза «Студенческая защита».
4 ноября 1995 года на Тарасова было совершено нападение около его дома. Неизвестные, окликнув Тарасова по фамилии, избили его до потери сознания, после чего скрылись, забрав его паспорт, но не взяв крупную сумму денег и ценные вещи. По факту нападения было возбуждено уголовное дело, однако виновные найдены не были.
В 1999 году Тарасов требовал введения в России статуса иноагента по примеру США и соответствующих репрессий против получивших этот статус.
В 2008 году Тарасов был включён неонацистами в список врагов русского народа, подлежащих физическому уничтожению, опубликованный на праворадикальных сайтах.
В 2011 году включён движением «Наши» в список «168 самых мерзких врагов» движения, Василия Якеменко и режима Владимира Путина.
В анархистских кругах России Тарасов известен как последовательный критик анархизма — в первую очередь анархистской практики (которую он считает бесплодной и бесперспективной), а отчасти и теории (которую он считает устаревшей и ненаучной). Эта критика вызвала откровенную неприязнь к Тарасову среди анархистов.
На митинги декабря 2011 года — февраля 2012 года отреагировал отрицательно, подверг их критике слева, квалифицировав как выступления мелкой буржуазии и «бунт потребителей», враждебные целям и задачам левых в России и не имеющие никакого отношения к революционной борьбе против капитализма.
В 2002—2012 годах активно участвовал в работе журнала (а с мая 2003 года — и сайта) «Скепсис» (не афишируя этот факт). Отвечал в журнале (на сайте) за часть публикаций, работал с авторами и переводчиками как редактор и куратор. Оказывал заметное влияния на политическую и теоретическую линию «Скепсиса», что видно из программного документа журнала и сайта, в котором зафиксированы такие теоретические положения Тарасова, как определение бюрократ-буржуазии в качестве правящего класса современной России; квалификация России как общества деградирующего периферийного капитализма; разделение понятий «интеллектуалы» и «интеллигенция»; признание «докружкового уровня» левого движения в России и т. д. Программный документ «Скепсиса» содержит, кроме того, ссылки на пять произведений Александра Тарасова. Известно также, что Тарасов был одним из авторов манифеста «Скепсиса» «Не наступать на грабли!», посвящённого «болотным выступлениям», и внёс туда положение о необходимости создания низовых «ячеек сопротивления… по месту работы, учёбы и жительства».
В 2012 году Тарасов покинул «Скепсис» из-за идеологических и политических разногласий с большинством редакции, состоящим из учеников и последователей Юрия Семёнова. Этому предшествовала публичная полемика Тарасова и Семёнова.

В 2012 году обвинял режим Путина в якобы недофинансировании военно-промышленного комплекса, на фоне высоких военных расходов РФ: 
Режим Путина поставил перед собой задачи ликвидировать ВПК, оставив без средств к существованию 6 миллионов человек

### Взгляды
По мнению Тарасова, «никакого социализма в СССР не было»; а «сталинизм и его производные (маоизм, ходжаизм и тому подобные) недиалектичны, в то время как марксизм — это диалектический материализм…»
До начала XXI века относил себя к постмарксистам, наряду с И. Месарошем и рядом югославских философов-марксистов, принадлежавших к группе «Праксис» и эмигрировавших затем в Лондон. Однако, в связи с тем, что в XXI веке термин «постмарксизм» был оккупирован Э. Лакло, Ш. Муфф и их последователями, А. Тарасов (так же, как и Месарош, и указанные югославские философы) перестал себя так именовать.

### Участие в донбасском конфликте
В 2014 году Тарасов активно выступил против Киевского Майдана: «за поддержку майданофашизма придется отвечать».
Тарасов публично выступал на стороне ДНР и ЛНР в войне в Донбассе: 
со стороны Донбасса это война антиимпериалистическая, антиколониальная, национально-освободительная. Национально-освободительная война, по определению, является войной справедливой. <...> те, кто именует себя «левыми», но не поддерживает войну народа Донбасса против киевского режима, — либо дураки, либо прямые агенты западного империализма.

Призывал «левых» участвовать в донбасской войне на стороне ДНР и ЛНР: 
...как должны были вести себя настоящие левые с момента начала вооруженного восстания в Донбассе. Они должны были не биться в великодержавно-шовинистических истериках, обвиняя "колорадов", "ватников" и Путина, и не причитать по поводу наличия в рядах донбасских "сепаратистов" русских националистов, православных активистов и прочей подобной публики (которая насчитывает всего несколько процентов от общего числа ополченцев), а массово отправиться в Донбасс, записаться в ополчение и взять в руки оружие. <...> если мы говорим, например, о российских левых, сражающихся в Донбассе с майданофашистами, то главной их целью должно являться, разумеется, приобретение непосредственного боевого опыта современной войны и получение оружия и боеприпасов для борьбы в будущем со своими неолибералами и неофашистами...

Защищал ДНР и ЛНР от критики слева: 
...сетования левых на то, что ДНР и ЛНР - это "военные хунты", которые удерживают власть с помощью оружия и не испытывают влияния со стороны немилитаризированной общественности, вообще не заслуживают внимания.

Также защищал пророссийскую организацию «Боротьба»: 
Утверждение, что «Боротьба» придерживалась пророссийской позиции, выглядит вполне убедительно. Непонятно лишь, в чем тут криминал.

## Литературно-издательская деятельность
С 1992 года выступает как писатель (прозаик и поэт), с 1997 года — как переводчик (с английского и испанского языков).
Лауреат премий журнала «Дружба народов» за 2000 год, журнала «Юность» за 2001 и журнала «Октябрь» за 2011 год.
В 2002 году стал одним из основателей, составителей и научным редактором книжной серии «Час „Ч“. Современная мировая антибуржуазная мысль» (издательство «Гилея»); в 2005 году — книжной серии «Klassenkampf» (в соредакторстве с Борисом Кагарлицким, издательство «Ультра.Культура»); в 2006 году — книжной серии «роЗА РЕВОлюций» (издательство «Культурная Революция»). В сериях публиковалась современная (преимущественно зарубежная) левая общественно-политическая литература.
За пределами этих серий Тарасов выступает как научный редактор и комментатор произведений известных представителей левой мысли, в частности, Льва Троцкого, Алена Бадью, Корнелиуса Касториадиса.
Как переводчик с испанского специализируется на переводах текстов латиноамериканских революционеров: Эрнесто Че Гевары, Фиделя Кастро, Карлоса Фонсеки и др.

## Сочинения
- Провокация. Версия событий 3—4 октября 1993 г. в Москве. — М.: Центр новой социологии и изучения практической политики «Феникс», 1993.
- Правда о Югославии. — Пермь: ОПОР, 1993. (В соавторстве.)
- Провокация. Версия событий 3—4 октября 1993 г. в Москве. — Постскриптум из 1994-го. — М.: Центр новой социологии и изучения практической политики «Феникс», 1994.
- Политический экстремизм в России. — М.: Информационно-экспертная группа «Панорама», 1996. (В соавторстве.)
- Политический экстремизм в России. — М.: Институт экспериментальной социологии, 1996. ISBN 5-87637-043-6. (В соавторстве.)
- Левые в России: от умеренных до экстремистов. — М.: Институт экспериментальной социологии, 1997. ISBN 5-87637-006-1. (В соавторстве.)
- Очень своевременная повесть. Феминистка как стриптизёрша: культурологический анализ. — М.: Издательство Академии Искусства и Науки XXI века «Норма», 1999. ISBN 5-85302-194-X.
- Революция не всерьёз. Штудии по теории и истории квазиреволюционных движений. — Екатеринбург: Ультра.Культура, 2005. ISBN 5-9681-0067-2.
- Страна Икс. — М.: АСТ; Адаптек, 2006. ISBN 5-17-032525-8; другое издание: 2007. ISBN 5-17-040213-9.
- Le rouge et le noir. Extrême droite et nationalisme en Russie. — P.: CNRS Editions, 2007. ISBN 978-2-271-06505-6. (В соавторстве.)
- Fromm E. Marksın insan konsepsiyası. — Tarasov A. XX əsr radikalı üçün Erix Fromm irsi. — Bakı: Solfront, 2012. ISBN 978-9952-444-73-5.

## Цитаты
- Если левые силы не смогут пресечь стихийно формирующийся сегодня сценарий мирового развития (создание мировой империи из развитых капиталистических стран, живущей за счет остального мира — то есть страдающего от нищеты, голода, войн, болезней и отравленной природы «третьего мира» — и населенной сытым мещанским стадом, «средним классом» с редуцированными культурными и духовыми запросами и готовым силой оружия оберегать свой высокий жизненный уровень и комфорт от «дикарей» «третьего мира») — земную цивилизацию ожидает катастрофа. (1996)[76]
- Традиционные левые себя изжили — и организационно, и идейно. Молодежь это чувствует — и ищет нового. Она не хочет идти к Марксу, как предлагают комсомолы, через советские учебники времен позднего брежневизма. (2003)[54]